# Cuauhtémoc, Catazajá
Cuauhtémoc är en ort i Mexiko.   Den ligger i kommunen Catazajá och delstaten Chiapas, i den sydöstra delen av landet, 800 km öster om huvudstaden Mexico City. Cuauhtémoc ligger 33 meter över havet och antalet invånare är 728.
Terrängen runt Cuauhtémoc är platt. Runt Cuauhtémoc är det ganska glesbefolkat, med 34 invånare per kvadratkilometer. Närmaste större samhälle är Catazajá, 9,2 km öster om Cuauhtémoc. Omgivningarna runt Cuauhtémoc är en mosaik av jordbruksmark och naturlig växtlighet.